# قرار مجلس الأمن التابع للأمم المتحدة رقم 1102
قرار مجلس الأمن التابع للأمم المتحدة 1102، الذي اتخذ بالإجماع في 31 مارس 1997 ، وبعد إعادة تأكيد القرار 696 (1991) وجميع القرارات اللاحقة بشأن أنغولا، مدد المجلس ولاية بعثة الأمم المتحدة الثالثة للتحقق في أنغولا حتى 16 أبريل 1997.

## وصلات خارجية
- Text of the Resolution at undocs.org